# Hyphalia
Hyphalia là một chi bướm đêm thuộc họ Geometridae.